# ガロファロ

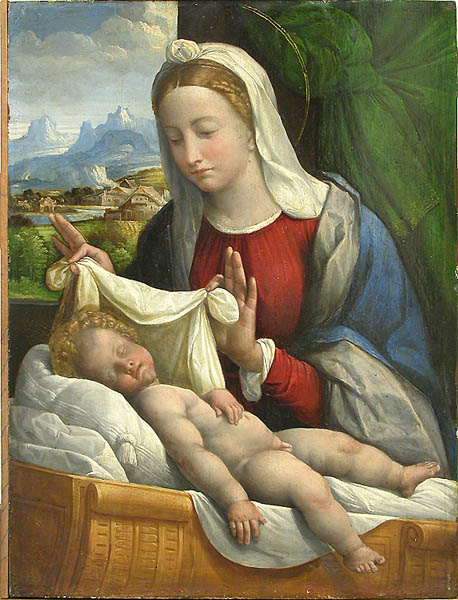
ガロファロ画『幼子イエスの眠り』、ルーヴル美術館

ガロファロことベンヴェヌート・ティシ・ダ・ガロファロ、ベンヴェヌート・ティージ・ダ・ガローファロ（Il Garofalo or Benvenuto Tisi da Garofalo, 1481年 - 1559年9月6日）は、ルネサンス後期＝マニエリスムのイタリアの画家。フェラーラ派に属する。フェラーラ公国のエステ家宮廷に仕えることから画家としてのスタートを切った。初期の作品は牧歌的な作風だったが、芸術的に洗練されたフェラーラ宮廷のお気に召すよう、複雑な奇をてらった表現を狙いもした。

## 生涯
ガロファロはフェラーラに生まれた。ドメニコ・パネッティ（en:Domenico Panetti）の下で徒弟をしていたと言われ、もしかするとロレンツォ・コスタのところにもいたかもしれない。ドッソ・ドッシとは同世代で合作することもたまにあった。1495年、ボッカチオ・ボッカチーノ（en:Boccaccio Boccaccino）について、クレモナで仕事をした。ボッカチーノはガロファロにヴェネツィア派の彩色法の手ほどきをした。1509年から1512年までの3年間を、ガロファロはローマで過ごした。その時に、ジュリオ・ロマーノの影響で、古典的様式を身につけるに至った。
フェラーラ人紳士ジェローニモ・セグラートに招かれて再びローマに行き、ラファエロの下でバチカン宮殿の「署名の間」の装飾の仕事をした。家庭の事情でフェラーラに戻ると、アルフォンソ1世・デステから絵の依頼があり、Delizia di Belriguardoなどの宮殿を、ドッシと共に手掛けた。そこでガロファロはロンバルディア派、ローマ派、ヴェネツィア派の手法も身につけることになった。
ガロファロはフェラーラのいたるところで、油彩画、フレスコ画を描いた。その中には、サ・フランチェスコ教会にある『幼児虐殺』（1519年）、そして傑作『キリストへの裏切り』（1524年）も混じっている。前者を描くにあたっては、勉強のために粘土の人形を作った。1550年に失明するまで、ガロファロはコンスタントに仕事を続けた。祝日にも神への愛を示すため修道院で絵を描いた。結婚したのは48歳で、2人の子供をもうけた。1559年9月6日（もしくは16日）、その子らを残して、ガロファロはフェラーラで世を去った。
ジュリオ・ロマーノ、ジョルジョーネ、ティツィアーノ、ルドヴィーコ・アリオストとは友達だった。『楽園』という絵の中でガロファロは聖カタリーナと聖聖セバスティアヌスの間にアリオストを描いている。若い時分にはリュートをたしなみ、フェンシングにも興じた。フェラーラの画家の中では最高のランクに入っていた。弟子の中にはジローラモ・ダ・カルピがいる。

## 円熟した作品とその評価
ガロファロはとてもくだけた精細装飾を組み合わせて、聖なる作品を作った。作品のいくつかはラファエロと相似（時にはかなり）しているものの、方法論でははっきりと区別するに足る、鮮やかな色を使った、古風な様式だった。しかし、ガロファロの作品が感覚・方法とも小綺麗な狭さから脱することは滅多になかった。
ガロファロのけっして成功とは言えない作品でも、その冷たく陶器のように堅い質感の中には、ヴェネツィア派の彩色の痕跡を残す調和が保持されている。若い頃の作品でいうと、パラッツォ・シアッラにある『猪狩り』がその良い例である。後の作品では、ローマのパラッツォ・コロンナ（en:Palazzo Colonna）にある『騎士の行進』など、オランダの画家・カイプ（父：ヤーコプ・カイプ、子：アルベルト・カイプ）をイタリア風にした風情がある。カイプに較べて、よりロマンチックで洗練されている。
ガロファロの初期の作品には、先述した『猪狩り』の他に、ヴェネツィア美術アカデミーに、傑作の一つ『群衆の中の4人の聖者と聖母』（1518年）がある。ミラノのブレラ美術館にある『ピエタ』（1527年）はますます様式化されていく処理の仕方を見ることができる。モデナ・ギャラリーの『聖母』（1532年）はうっとりするような作品である。他にも、フェラーラの図書館に『信仰の勝利』がある。
また、ガロファロは、ジョルジョ・ヴァザーリの『画家・彫刻家・建築家列伝』に紹介された画家の一人である。

## 代表作
- 『聖母子』（1510年）ミラノ、Galleria d'Arte Studiolo
- 『聖家族』　アンジェ美術館
- 『子供の崇拝』（1508年 - 1509年）フェラーラ国立絵画館
- 『ネプトゥヌスとパラス』（1512年）ドレスデン・アート・ギャラリー
- 『雲の聖母』（1514年）フェラーラ国立絵画館

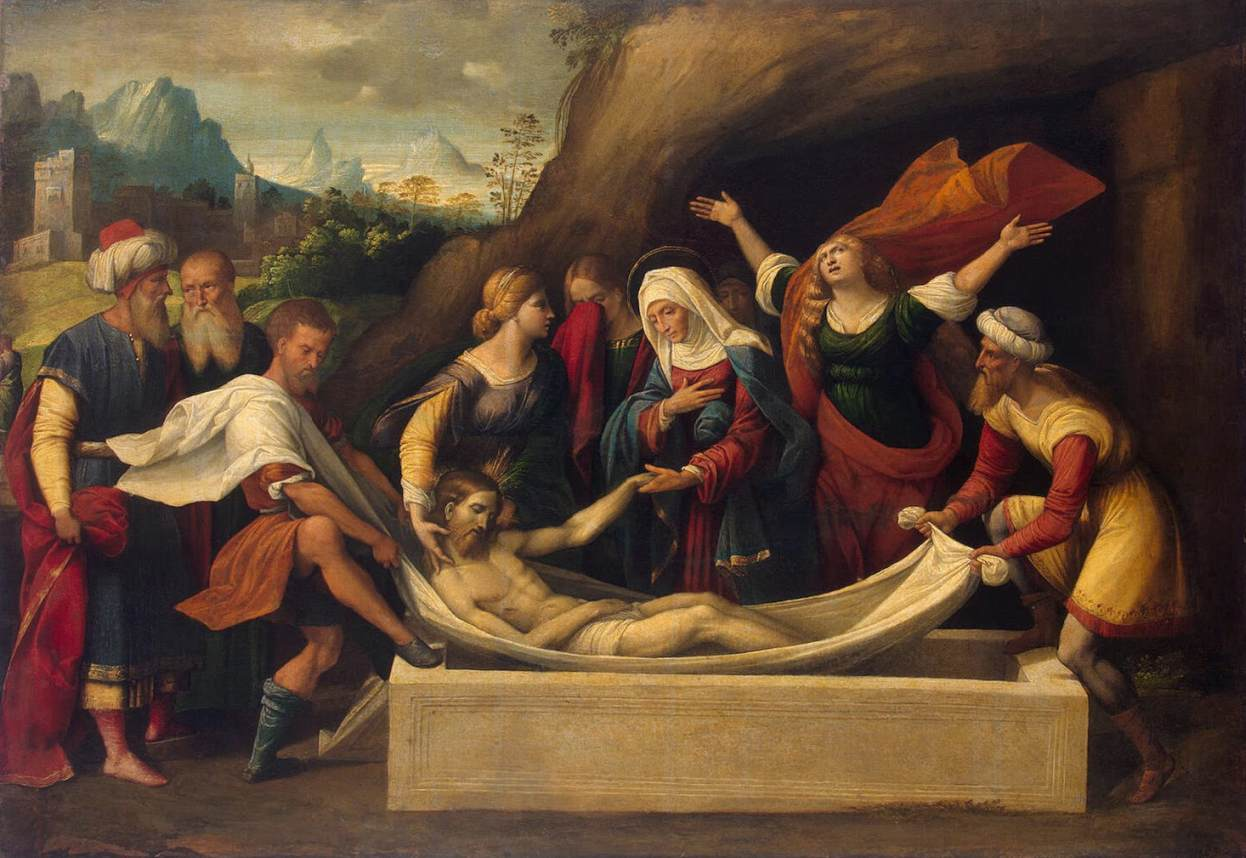
キリストの埋葬 エルミタージュ美術館 蔵
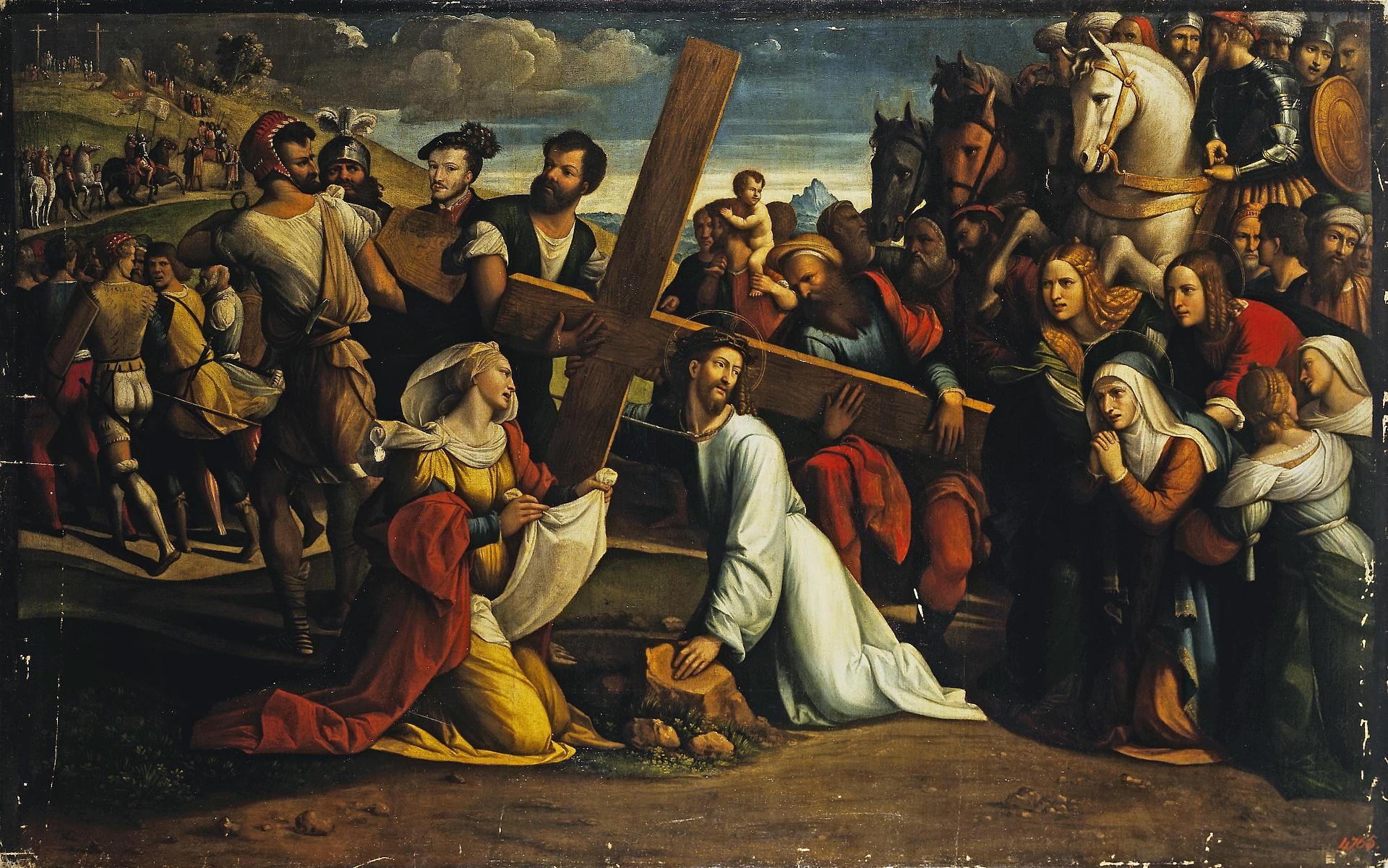
十字架を担うキリスト エルミタージュ美術館 蔵
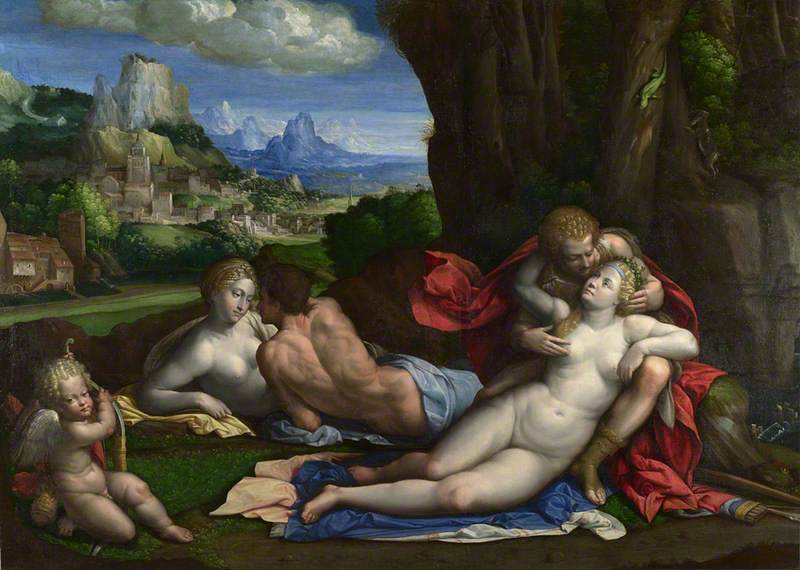
『天蓋の聖母』（1517年）ナショナル・ギャラリー (ロンドン)
- 『幼児虐殺』（1519年）フェラーラ国立絵画館
- 『柱の聖母』（1523年）フェラーラ国立絵画館
- 『聖母戴冠』（1524年）フェラータ大聖堂
- 『栄光の聖母』（1532年）ローマ、カピトリーノ美術館
- 『聖セバスティアヌス』　ナポリ、カポディモンテ美術館
- 『聖母戴冠』
- 『受胎告知』（1528年）ローマ、カピトリーノ美術館
- 『聖母戴冠』（1532年）モデナ
- 『ラザロの蘇生』（1534年）フェラーラ国立絵画館
- 『キリストの洗足』　ナショナル・ギャラリー (ワシントン)
- 『洗礼者ヨハネの祝福』（1542年）ボローニャ、サン・サルバトーレ
- 『受胎告知』（1550年）ミラノ、ブレラ美術館
- 『聖ドミニクとシエナの聖カタリーナと聖母子』（1500年頃 - 1505年）ナショナル・ギャラリー (ロンドン)
- 『アキテーヌの聖ウィリアム、聖クレア、パドヴァの聖アントニオ、聖フランチェスコと聖母』（1517年 - 1518年）ナショナル・ギャラリー (ロンドン)
- 『異教徒の生贄』（1526年）ナショナル・ギャラリー (ロンドン)
- 『洗礼者聖ヨハネ、聖エリザベト、聖ザカリアス、聖フランチェスコ(?)と聖家族』（1520年）ナショナル・ギャラリー (ロンドン)
- 『アレクサンドリアの聖カタリーナ』（1515年頃 - 1530年）ナショナル・ギャラリー (ロンドン)
- 『ゲッセマネの祈り』（1520年代 - 1530年代）ナショナル・ギャラリー (ロンドン)
- 『聖アウグスティヌスの幻視』（1518年頃）ナショナル・ギャラリー (ロンドン)
- 『愛の寓意』（1527年頃 - 1539年）ナショナル・ギャラリー (ロンドン)
- 『キリストとサマリアの女（1536年）
- 『聖ヨハネ、聖エリザベトと聖母』　ロンドン、コートールド・ギャラリー
- 『果樹園のイエス』
- 『バッカスの勝利』（ラファエロの1517年の未完成スケッチをガロファロが1540年に完成させたもの）ドレスデン、アルテ・マイスター絵画館
- 『聖家族』
- 『マルス、ウェヌスとクピド』　クラクフ、ヴァヴェル城

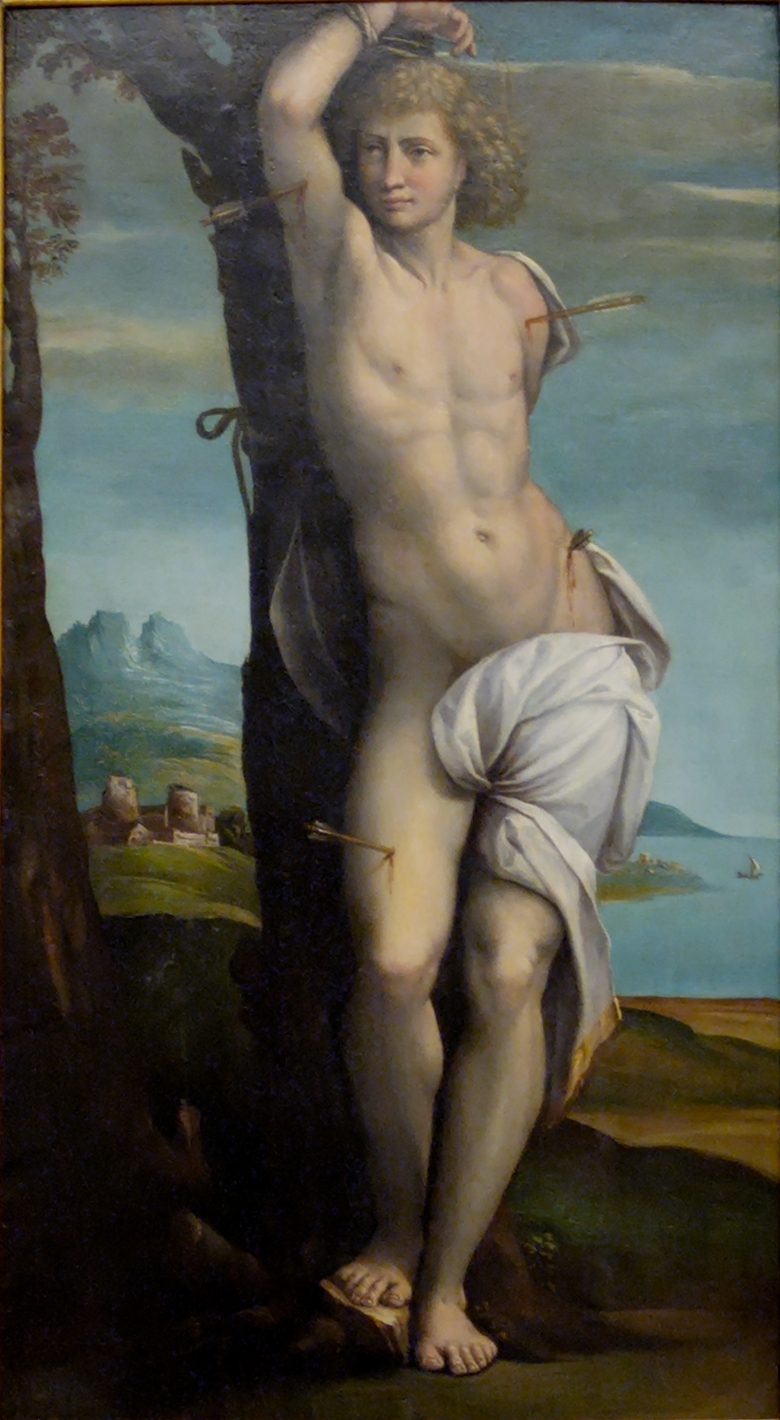
聖セバスティアヌス カピトリーノ美術館 蔵
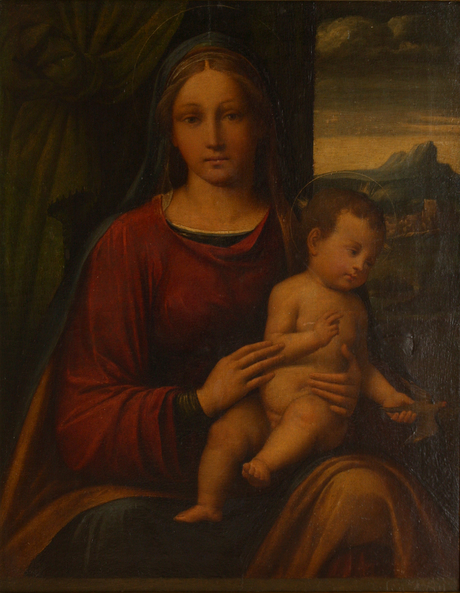
聖母子 アルメニア国立美術館 蔵
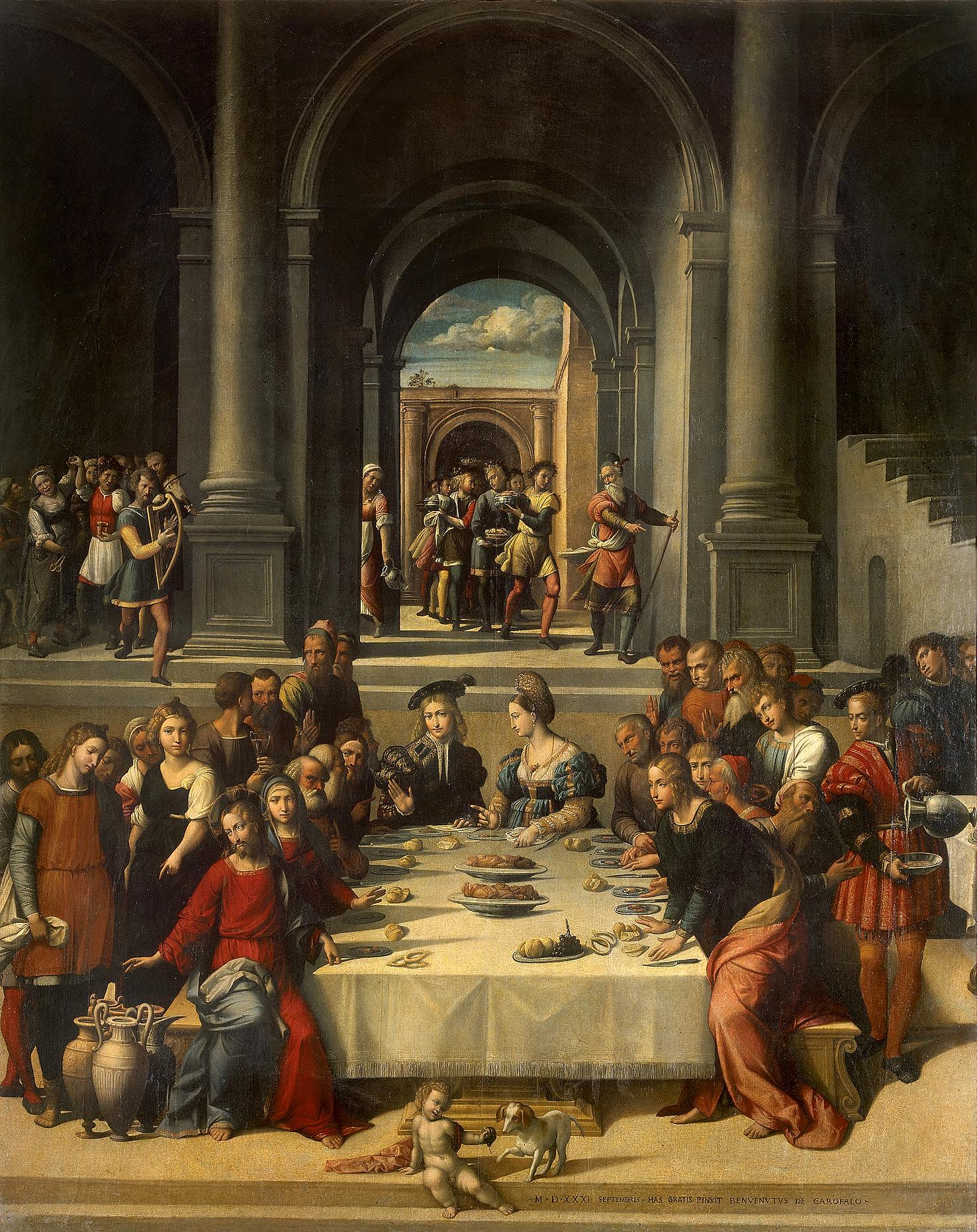
カナの結婚 エルミタージュ美術館 蔵
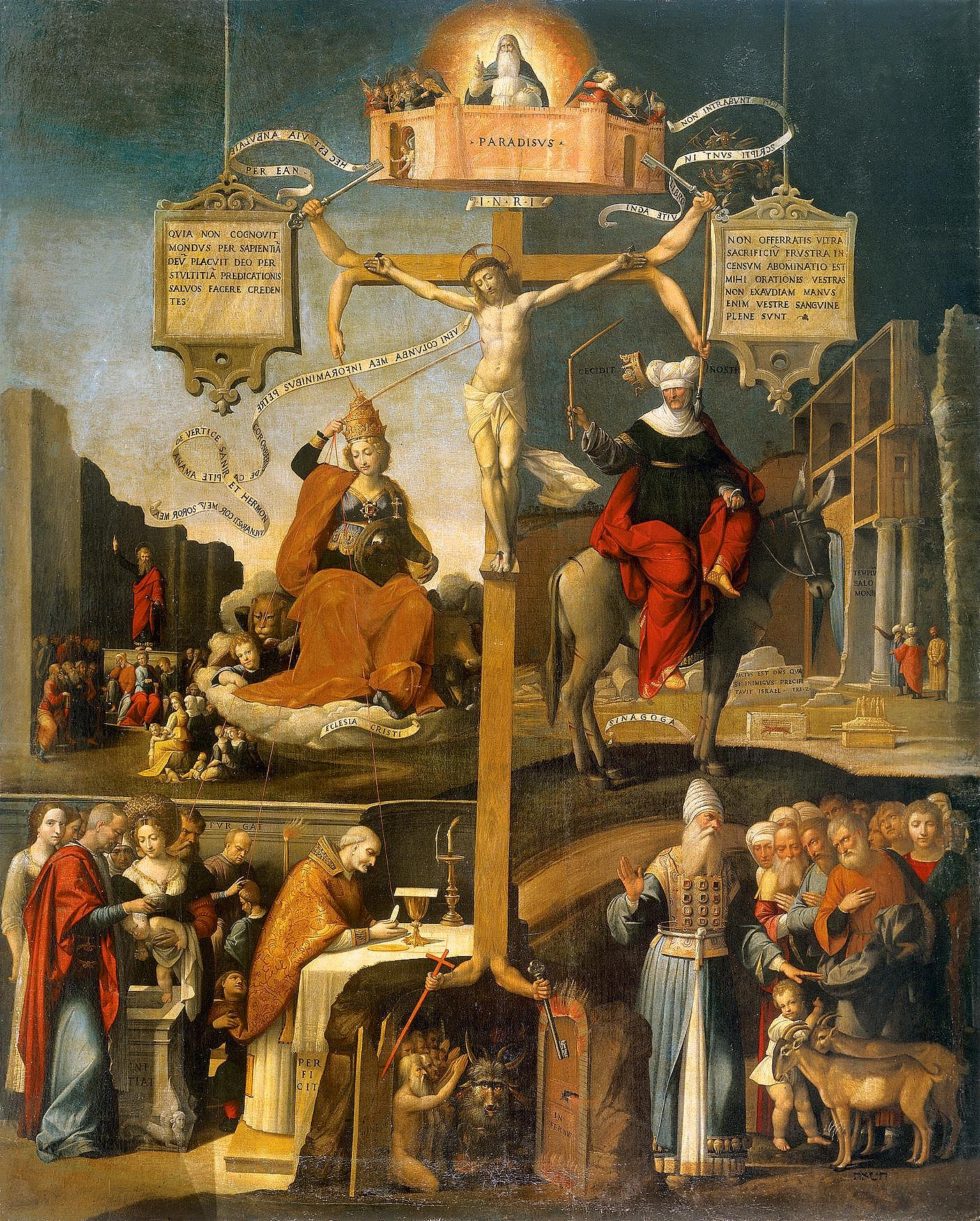
聖書の寓意画 エルミタージュ美術館 蔵

- キリストの埋葬
エルミタージュ美術館 蔵
- 十字架を担うキリスト
エルミタージュ美術館 蔵
- 愛の寓意画
ナショナル・ギャラリー (ロンドン) 蔵